# Simonetta Sommaruga
Simonetta Sommaruga (14 tháng 5 năm 1960) là chính khách người Thụy Sĩ. Bà là thành viên của Hội đồng Liên bang Thụy Sĩ, Chính phủ Liên bang Thụy Sĩ, người dứng đầu Bộ Tư pháp và Cảnh sát Liên bang Thuỵ Sĩ. Bà từng là Phó Chủ tịch của Liên bang Thụy Sĩ trong năm 2014, và giữ vai trò Tổng thống Thụy Sĩ năm 2015. Năm 2020 bà lại đảm nhiệm chức vụ này.

## Đời tư
Sommaruga kết hôn với nhà văn Lukas Hartmann, và sống ở Spiegel gần Bern. Bà là họ hàng xa của Cornelio Sommaruga.